# فيكتور براغا
فيكتور براغا (17 فبراير 1992 بسالفادور في البرازيل - ) هو لاعب كرة قدم برازيلي في مركز حراسة المرمى لعب سابقاً في نادي الطائي السعودي.

## روابط خارجية
- فيكتور براغا على موقع Soccerway.com (الإنجليزية)
- فيكتور براغا على موقع AS.com (الإسبانية)